# Слупца
Слу̀пца (на полски: Słupca; на немски: Slupca) е град в Централна Полша, Великополско войводство. Административен център е на Слупецки окръг, както и на селската Слупецка община, без да е част от нея. Самият град е обособен в самостоятелна градска община с площ 10,30 км2.